# Pectinivalva
Pectinivalva là một chi bướm đêm thuộc họ Nepticulidae.

## Các loài
- Pectinivalva anazona (Meyrick, 1906)
- Pectinivalva caenodora (Meyrick, 1906)
- Pectinivalva chalcitis (Meyrick, 1906)
- Pectinivalva commoni Scoble, 1983
- Pectinivalva endocapna (Meyrick, 1906)
- Pectinivalva funeralis (Meyrick, 1906)
- Pectinivalva gilva (Meyrick, 1906)
- Pectinivalva libera (Meyrick, 1906)
- Pectinivalva melanotis (Meyrick, 1906)
- Pectinivalva planetis (Meyrick, 1906)
- Pectinivalva primigena (Meyrick, 1906)
- Pectinivalva trepida (Meyrick, 1906)
- Pectinivalva warburtonensis (Wilson, 1939)